# Уиллоуби, Кэтрин, 12-я баронесса Уиллоуби де Эрзби
Кэтрин Уиллоуби, в первом браке герцогиня Саффолк, по собственному праву 12-я баронесса Уиллоуби де Эрзби (англ. Catherine Willoughby, Duchess of Suffolk, 12th Baroness Willoughby de Eresby in her own right; 22 марта 1519/1520 — 19 сентября 1580) — английская аристократка, фрейлина при королевском дворе Тюдоров. Видная сторонница протестантизма; после восшествия на престол Марии Католички была вынуждена бежать в Везель, потом — в Литовское княжество, но позднее вернулась в Англию.

## Биография

### Происхождение и ранние годы
На протяжении столетий представители дворянского рода Уиллоуби периодически оказывались в оппозиции к короне, однако отец Кэтрин, Уильям Уиллоуби, унаследовавший титул барона Уиллоуби де Эрзби в 1499 году, был одним из самых ярых сторонников короля Генриха VII Тюдора, а затем и его сына — Генриха VIII. В июне 1516 года он женился на Марии де Салинас, фрейлине и лучшей подруге королевы Екатерины Арагонской. Чета Уиллоуби пользовалась особым расположением монархов, и Генрих VIII даже назвал один из своих военных кораблей «Мария Уиллоуби» в честь фрейлины жены. Их единственная дочь Кэтрин, соответственно, получила своё имя в честь королевы.
Она родилась 22 марта 1519 года (или 1520) в поместье Парэм Олд Холл близ Фрамлингема в графстве Саффолк и четыре дня спустя, 26 марта, была крещена в местной приходской церкви. Помимо неё в семье было двое сыновей — Генри и Фрэнсис, но они умерли в младенчестве.
Большую часть детства Кэтрин провела в Парэм Олд Холл, в то время как её родители служили при королевском дворе. Сведений о её начальном образовании не сохранилось, но, вероятнее всего, полученные ею знания и навыки были типичными в ту эпоху для девочек из благородных семей. Как правило, это были уроки чтения и письма, заучивание наизусть отрывков из Библии на латыни, порой обучение французскому языку, а также этикету, верховой езде, танцам, игре на музыкальных инструментах и шитью. Предположительно, Кэтрин могла обучаться некоторое время и с принцессой Марией, дочерью Генриха VIII и Екатерины Арагонской, под руководством гуманиста Хуана Луиса Вивеса.
Отец Кэтрин скончался в октябре 1526 года, и она унаследовала не только титул баронессы Уиллоуби де Эрзби, который мог передаваться по женской линии, но и ежегодный доход в размере 15 тыс. дукатов. Хотя её мать в то время здравствовала, по традиции права опеки и контроль над состоянием перешли к королю. Однако сразу же после смерти барона Уиллоуби о своих притязаниях на титул и собственность заявил его младший брат, сэр Кристофер Уиллоуби. Ещё до свадьбы с Марией де Салинас барон был женат на Мэри Хасси, но брак с ней оказался бездетным, и потому он, овдовев, назвал своим наследником сэра Кристофера. Теперь, ссылаясь на то, что эта договорённость была сделана задолго до рождения Кэтрин, сэр Кристофер оккупировал поместье Эрзби в Спилсби, пока рассмотрением тяжбы за наследство занимались Звёздная палата и Канцлерский суд.
Мать Кэтрин обратилась за помощью к королеве Екатерине Арагонской, однако достичь урегулирования этой ситуации удалось только после того, как она заручилась поддержкой королевского фаворита Чарльза Брэндона, 1-го герцога Саффолка. В марте 1528 года он выкупил у короля опекунство над Кэтрин за сумму в 2 666 фунтов, 13 шиллингов и 4 пенни. Рассматривая Кэтрин в качестве богатой невесты для своего сына Генри, Саффолк принял активное участие в улаживании конфликта. В результате сэр Кристофер получил лишь незначительную часть владений и остался крайне недоволен исходом своего дела. В том же 1528 году, согласно обычаям того времени, Кэтрин переехала в дом Саффолка и его жены Марии Тюдор и воспитывалась там вместе с их дочерьми, Фрэнсис и Элеонорой, обучаясь управлению домашним хозяйством и светским манерам. Помимо этого, пребывание при дворе такого высокопоставленного вельможи как Саффолк давало возможность обзавестись полезными в будущем знакомствами.

### Первое замужество. Жизнь при дворе

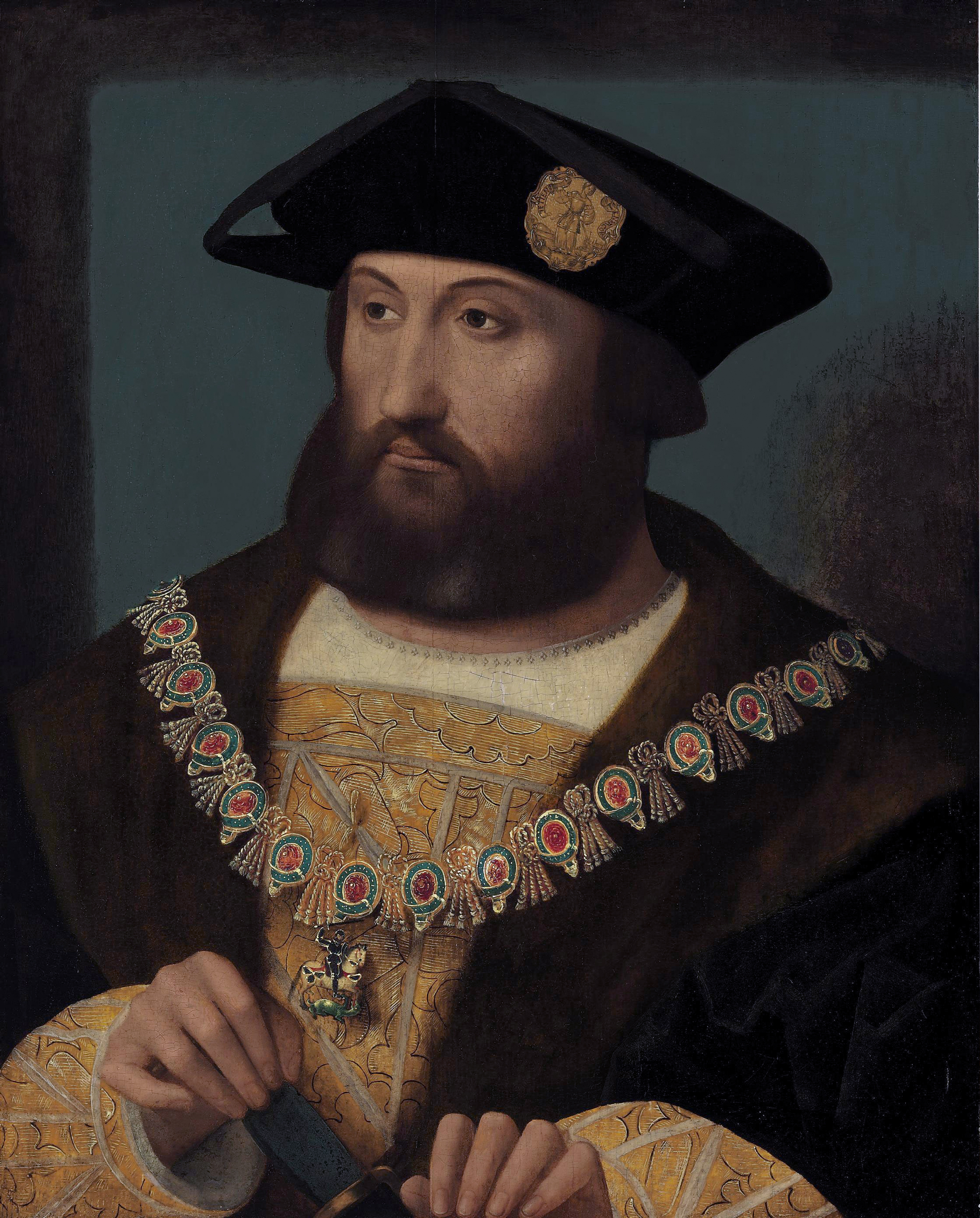
Чарльз Брэндон, 1-й герцог Саффолк. Портрет работы Мастер портрета Брэндона, ок. 1530 года

В июне 1533 года Мария Тюдор умерла, и в сентябре того же года Саффолк женился на Кэтрин Уиллоуби, что многими было расценено неоднозначно не только из-за большой разницы в возрасте (более тридцати лет), но и потому, что девочка ранее предназначалась в жёны десятилетнему сыну герцога. Эсташ Шапюи сообщал об этом событии в письме к императору Карлу V: «В следующее воскресенье герцог Саффолк женится на дочери леди Уиллоуби. Она была обещана его сыну, но тому всего лишь десять лет». Не последнюю роль в решении Саффолка сыграло богатое наследство Кэтрин, так как он отчаянно нуждался в деньгах: после смерти Марии Тюдор он лишился большой части доходов. Его сын Генри был слаб здоровьем, и в случае его ранней смерти Кэтрин могла позже снова выйти замуж, и тогда её состояние навсегда было бы потеряно для Саффолка. Так как он обладал правом самому выбрать мужа своей подопечной, то решил жениться на ней сам. Для сына он всегда мог найти другую невесту, но вскоре необходимость в этом исчезла, так как через несколько месяцев после смерти матери — 1 марта 1534 года — Генри Брэндон скончался от туберкулёза.
По свидетельствам современников четвёртый брак герцога был счастливым и крепким. Через два года после свадьбы Кэтрин родила своего первенца, Генри, крёстным отцом которого стал король, а в 1537 году — второго сына, Чарльза. Супруги Брэндон пользовались благосклонностью Генриха VIII (Чарльз Брэндон был его лучшим другом) и вели активную светскую жизнь. Первое появление Кэтрин при дворе в качестве герцогини Саффолк состоялось, вероятно, в день крещения принцессы Елизаветы, а ещё год спустя она вместе с супругом присутствовала на крестинах принца-наследника Эдуарда (герцог Саффолк стал его крёстным отцом). Примерно в тот же период она сблизилась со старшей дочерью короля, леди Марией. Они вели оживлённую переписку, обменивались подарками и часто проводили время вместе за игрой в карты. Герцог и герцогиня Саффолк официально приветствовали Анну Клевскую, когда в 1539 году она прибыла в Англию, чтобы выйти замуж за Генриха VIII, а летом 1541 года принимали короля и его следующую жену Кэтрин Говард в замке Гримсторп, который был пожалован семье Уиллоуби в 1516 году. В 1543 году после женитьбы Генриха на Катарине Парр, молодая герцогиня Саффолк стала одной из самых влиятельных фрейлин при дворе и близкой подругой новой королевы.

### Религиозные убеждения
Несмотря на молодость — ей в то время было чуть больше двадцати — Кэтрин снискала славу одной из самых выдающихся женщин при королевском дворе. Она была хороша собой, обаятельна, обладала вспыльчивым нравом, а её прямоту и язвительное остроумие современники порой находили весьма шокирующими. Кроме того, она отличалась крайне радикальными протестантскими взглядами, постепенно сформировавшимися у неё в период религиозных перемен в Англии. Хотя её мать-испанка была католичкой и любимой фрейлиной Екатерины Арагонской, Кэтрин претили те верования, что внушались ей с детства, и иностранные посланники считали её «величайшей еретичкой в королевстве». В конце 1530-х годов личным капелланом Саффолков был назначен Александр Сетон, изгнанный из Шотландии за критику в адрес папства. Он оставался в своей должности до самой смерти в 1542 году. Его преемником стал Джон Паркхёрст, также последователь протестантизма, в 1543 году перешедший на службу к королеве Катарине Парр. Оба священника оказали ощутимое влияние на религиозное мировоззрение герцогини Саффолк.
Однако наибольшее воздействие на смену её взглядов, по всей видимости, оказал ярый протестант Хью Латимер, получивший в 1535 году назначение на пост епископа Вустера. Известно, что ещё в бытность Анны Болейн королевой, Кэтрин, часто бывая при дворе, слушала его пылкие выступления, и они произвели на неё неизгладимое впечатление. Впоследствии епископ стал её другом и наставником, она называла его своим «отцом Латимером». Столь крепкая дружба со священником-протестантом вызывала негодование Стивена Гардинера, епископа Винчестерского. Хотя Кэтрин была его крестницей, они презирали друг друга. Во многом их антипатия опиралась на религиозные расхождения, так как Гардинер оставался консерватором, но кроме того, епископа немало возмущали насмешливый и своевольный характер герцогини и её обидные выходки. Так, однажды во время званого обеда у Саффолков, Чарльз Брэндон в шутку предложил каждой даме избрать себе в спутники того, кто ей более всех по нраву, исключив себя из числа участников. Кэтрин, взяв Гардинера под руку, во всеуслышание заявила, что если уж она не может выбрать того, кого любит больше всех, она выбирает того, кого любит меньше всех. В другой раз она взяла на прогулку щенка-спаниеля по кличке Гардинер, наряженного в епископские одежды.
Катарина Парр также была сторонницей новой религии и питала надежды на её укрепление. С Кэтрин они были знакомы давно, и со временем их отношения переросли в крепкую дружбу. Королева и её особо приближенные фрейлины, в круг которых, помимо Кэтрин Уиллоуби, входили леди Анна Стэнхоуп, леди Джоан Денни, леди Анна Герберт и леди Джейн Дадли, часто собирались вместе для изучения и обсуждения Евангелия и проповедей священников-реформистов. Между тем, религиозная позиция короля не поддавалась чёткому определению: он отступился от Римской церкви, но никогда не признавал себя сторонником протестантизма и относился к новой вере весьма неприязненно, а за любое несогласие с мнением короля о религии существовал риск навлечь на себя обвинение в ереси. Его консервативно настроенные советники, в числе которых были Стивен Гардинер и Томас Ризли, настороженно следившие за Катариной, воспользовались антипатией Генриха к протестантизму, чтобы организовать заговор против королевы и её окружения. Они намеревались осуществить задуманное путём нападок на жён своих противников.
К лету 1546 года положение Катарины Парр серьёзно пошатнулось. Генриху доложили, что у некой Анны Эскью, проповедницы, заключённой в Тауэр по обвинению в ереси и приговорённой к смерти, есть сторонники среди особо приближенных фрейлин королевы. Кроме того, Анна даже была представлена королеве Катарине и «любимым племянницам» короля, Фрэнсис Грей и Элеоноре Клиффорд. И скорее всего это знакомство состоялось благодаря усилиям герцогини Саффолк, имевшей огромное влияние на королеву. Тем не менее не сохранилось никаких свидетельств того, что Анна действительно встречалась лично с Катариной Парр или герцогиней Саффолк, она не призналась в этом даже под пыткой на дыбе. Особенно настойчиво у Эскью выведывали о каких бы то ни было связях с герцогиней Саффолк, но она рассказала лишь о том, что несколько неизвестных женщин посылали ей деньги. Однако зять Анны, Джордж Сент Полл, был на службе у герцогини, и вполне вероятно обе они имели возможность неоднократно общаться друг с другом. Анна Эскью и нескольких её соратников были сожжены на костре 16 июля 1546 года.
Согласно историку середины XVI века Джону Фоксу, попытка выявить ересь в личных покоях королевы была прелюдией прямой атаки на саму королеву, что и произошло позднее при участии Гардинера и Ризли. Несмотря на то что причастность Катарины к делу Эскью не была доказана, её привычка рассуждать на богословские темы и спорить с королём по религиозным вопросам, вызвали у Генриха сильное недовольство, и он едва не отдал приказ об аресте и казни своей шестой жены. При дворе заметили, что Генриху уже наскучила Катарина Парр, и с 1546 года всё чаще появлялись слухи о том, что он не прочь заменить её на овдовевшую герцогиню Саффолк. Об этих домыслах упоминал в своих донесениях посол императора Карла V, Франсис ван дер Делфт: «Поговаривают о новой королеве. Король весьма расположен к мадам Саффолк». Однако здоровье Генриха VIII неумолимо ухудшалось, и он умер 28 января 1547 года.

### Вдовство
Чарльз Брэндон, герцог Саффолк, внезапно скончался 22 августа 1545 года. Своё завещание он подготовил ещё в августе 1544 года, когда проводил свою последнюю военную кампанию во Франции. Кэтрин была упомянута в числе душеприказчиков, наряду с лордом-канцлером Томасом Ризли, лордом Уильямом Сент-Джоном и сэром Энтони Брауном. Основную часть собственности наследовал по достижении совершеннолетия старший сын герцога, Генри, тогда как Кэтрин были возвращены права контроля над собственными владениями, доставшимися ей после смерти её отца, а в качестве вдовьей доли ей была завещана треть имущества её покойного мужа, включая драгоценности и золотую и серебряную посуду. Помимо этого герцогиня получила в придачу массу неоплаченных долгов. Несмотря на траур, молодая вдова довольно часто бывала при дворе, навещая королеву Катарину Парр и играя в карты с леди Марией. После смерти в начале 1547 года короля Генриха Катарина Парр покинула двор, а Кэтрин, по окончании торжественной церемонии коронации нового монарха, Эдуарда VI, вместе с младшим сыном Чарльзом вернулась в Линкольншир. Там она занималась делами поместья Гримсторп и активно способствовала распространению протестантских доктрин среди населения графства, особо заостряя внимание на том, чтобы в каждом церковном приходе была Библия на английском языке. Кроме того, она помогала вдовствующей королеве с публикацией её книги «Сетования грешницы», которая вышла в свет в ноябре 1547 года, а также покровительствовала Джону Дэю, знаменитому печатнику-протестанту. С 1548 года Дэй издавал книги под эгидой герцогини Саффолк.
Катарина Парр ненадолго пережила короля: она умерла 5 сентября 1548 года от родильной горячки. Её последний муж, Томас Сеймур, вскоре был арестован по обвинению в государственной измене и в марте 1549 года обезглавлен. По его просьбе их с Катариной маленькая дочь, леди Мэри Сеймур, была отдана на воспитание Кэтрин Уиллоуби. Молодая герцогиня с явной неохотой приняла на себя обязанности опекуна и часто жаловалась в письмах к лорду-протектору Эдуарду Сеймуру и Уильяму Сесилу, своему давнему другу, о высоких расходах на содержание девочки.
С 1549 года, когда сыновья Кэтрин, Генри и Чарльз, стали студентами Кембриджского университета, она переселилась в Кингстон, неподалёку от Кембриджа, чтобы быть поближе к детям. Радостным событием для неё стала встреча и последующие беседы на религиозные темы с германским теологом-протестантом Мартином Буцером, прибывшим в Англию по приглашению архиепископа Кентерберийского Томаса Кранмера. Герцогиня поддерживала дружеские отношения с Буцером, а также помогала его семье после смерти последнего в феврале 1551 года.
В начале лета 1551 года в Англии началась очередная эпидемия потницы, в июле добравшаяся и до Кембриджа. Узнав о том, что её сыновья во избежание заражения переехали в Бакден, Кэтрин поспешила к ним, но к моменту её приезда Генри был уже мёртв, а вскоре скончался и Чарльз. Похоронив сыновей в Бакдене, герцогиня вернулась в Гримсторп. Она восприняла это горестное событие как испытание, ниспосланное Богом, и искала утешение в религии. Поддержку ей оказывал Хью Латимер, ставший на тот момент её личным капелланом.

### Второе замужество

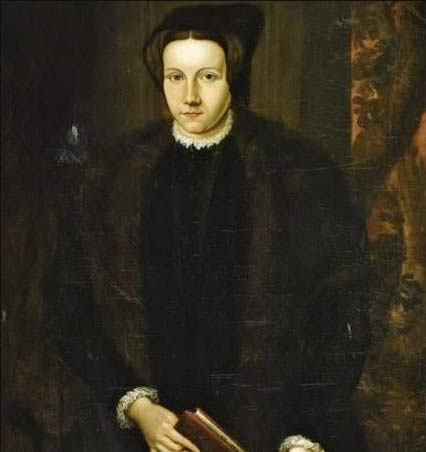
Кэтрин Уиллоуби, портрет работы неизвестного художника

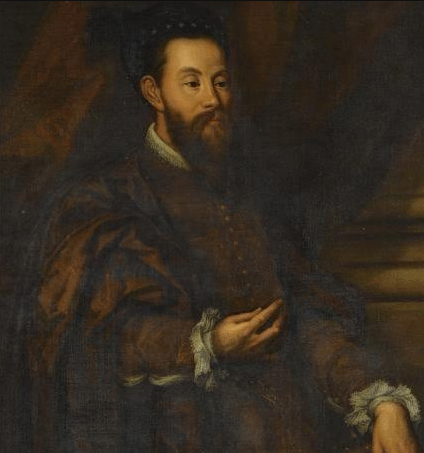
Ричард Берти, портрет работы неизвестного художника

В связи со смертью последних носителей титула герцога Саффолка, земли, пожалованные Чарльзу Брэндону и его наследникам мужского пола королём Генрихом VIII, были возвращены в собственность короны. У Кэтрин Уиллоуби остались владения в Линкольншире, унаследованные ею от отца, а также несколько монастырей и аббатств, подаренных чете Саффолк Генрихом VIII после конфискации церковного имущества. Герцогский титул был присвоен супругу старшей дочери Чарльза Брэндона, Генри Грею, маркизу Дорсету, а Кэтрин сохранила за собой право именоваться как вдовствующая герцогиня Саффолк.
В начале 1553 года она вышла замуж за Ричарда Берти, с некоторых пор состоявшего у неё на службе и разделявшего её религиозные воззрения. Хью Латимер одобрил этот союз и провёл церемонию бракосочетания. Впоследствии у супругов Берти родились двое детей: дочь Сьюзан и сын Перегрин.
Летом 1553 года королевой была провозглашена Мария I Тюдор, заветной мечтой которой было восстановление католицизма в Англии. Один из её первых указов касался искоренения ереси, как теперь называли протестантизм. Многих друзей и единомышленников Кэтрин, среди которых были Латимер, Николас Ридли, архиепископ Кентерберийский Томас Кранмер, арестовали и отправили в Тауэр. Начались массовые гонения на протестантов.
Стивен Гардинер, давний враг Кэтрин, ставший при Марии лордом-канцлером, не преминул воспользоваться возможностью отомстить ей. Поводом для этого стало взыскание по старому долгу, который не был выплачен Генриху VIII первым мужем Кэтрин, покойным Чарльзом Брэндоном. Вызвав для дачи показаний Ричарда Берти, Гардинер, помимо выяснений по долговому обязательству, начал задавать провокационные вопросы относительно религиозных взглядов его супруги, призывая того заставить её раскаяться в своих заблуждениях и обратиться к истинной вере.
Осознавая, что Гардинер вряд ли оставит их в покое, семейство Берти (к тому времени у них уже была дочь Сьюзан) и их несколько слуг в начале 1555 года бежали в германский город Везель, находившийся под властью герцога Клевского. Там, 12 октября 1555 года, Кэтрин родила сына, Перегрина Берти. Не чувствуя себя в безопасности, семья Берти часто меняла место жительства, пока, наконец, весной 1557 года не переехала в Великое княжество Литовское по личному приглашению короля Сигизмунда II Августа, довольно лояльно относившегося к протестантам. Король принял их как почётных гостей и дозволил поселиться в Жемайтии в местечке Кроже, где Кэтрин с мужем и детьми оставались до 1559 года.
В ноябре 1558 года в Англии закончилась эра правления королевы-католички, весть о смерти которой достигла супругов Берти ещё до конца года. На престол взошла Елизавета I, и к новогодним праздникам Кэтрин отправила молодой королеве подарок — подушку, расшитую жемчугом, и экземпляр книги Екклесиаста в бархатном переплёте с серебряными застёжками, а в письме от 28 января 1559 года, поздравив Елизавету с вступлением на трон, выразила надежду на то, что та будет благосклонна к возвращению семейства Берти на родину. Терпимость королевы в отношении протестантов позволила Кэтрин Уиллоуби и её семье возвратиться в Англию к лету 1559 года.

### Дальнейшая жизнь
Вернувшись из изгнания, семья герцогини поселилась в Линкольншире. По указу Елизаветы супруги Берти были освобождены от уплаты штрафов, наложенных на их имущество в период правления королевы Марии. Большую часть времени Кэтрин и Ричард Берти проводили либо в Гримсторпе — обычно с весны до осени, либо в Лондоне — как правило, зимой. Кэтрин вела хозяйство, занималась воспитанием детей (помимо её собственных сына и дочери в доме проживали отпрыски из других знатных семей), Берти с помощью Уильяма Сесила делал карьеру в политике. Супруги Берти были приняты при дворе, но не снискали симпатии королевы. Причиной этому послужили разногласия во мнениях относительно религии. Такую ревностную протестантку как Кэтрин раздражали медлительность и осторожность, с которой Елизавета проводила церковные реформы, королеве же претил подобный фанатизм в вопросах веры. Как следствие, между герцогиней и королевой возникла взаимная неприязнь.
В 1564-65 годах возобновилась давняя тяжба с сэром Кристофером Уиллоуби. Не удовлетворившись решением, принятым более тридцати лет назад, он снова поднял вопрос о правах на некоторые из семейных поместий. На сей раз стороны договорились полюбовно: сэр Кристофер отказался от претензий на большую часть наследства барона Уиллоуби, получив взамен владения в Парэме, Орфорде и Хогсторпе.
В августе 1567 года Кэтрин Уиллоуби ненадолго пришлось взять на себя заботу о леди Марии Грей, одной из внучек её покойного мужа, Чарльза Брэндона, приговорённой к домашнему аресту в связи с тайным браком с привратником Томасом Кизом, свершившимся без королевского дозволения. Обеспечение Марии всем необходимым целиком входило в обязанности Кэтрин, и, как в случае с Мэри Сеймур, она беспрерывно сетовала в письмах к Уильяму Сесилу на то, как тяжело ей принять на себя подобную обузу. Леди Мария оставалась под опекой герцогини в течение последующих двух лет.
Много времени Кэтрин посвящала бесконечному написанию прошений к королеве, добиваясь выгодных назначений для своих детей и их супругов. Так, в 1570 году, при посредничестве Сесила она ходатайствовала о восстановлении Реджиналда Грея, мужа её дочери Сьюзан, в правах на земли и титул графа Кента. Параллельно, она отправила запрос на присвоение её мужу титула лорда Уиллоуби. В первом случае её просьба была удовлетворена, во втором же ей было отказано.
Кэтрин Уиллоуби, леди Берти, скончалась 19 сентября 1580 года в возрасте около 61 года. Она была похоронена в Спилсби, графство Линкольншир. Её супруг, Ричард Берти, умер в 1582 году и был погребён рядом с ней.

## Дети
От брака с Чарльзом Брэндоном, 1-м герцогом Саффолком:
- Генри Брэндон, 2-й герцог Саффолк (18 сентября 1535 — 14 июля 1551), умер от потницы.
- Чарльз Брэндон, 3-й герцог Саффолк (1537 — 14 июля 1551), умер от потницы. Скончался через час после своего старшего брата.

От брака с Ричардом Берти:
- Сьюзан Берти (р. 1554 — ум. после 1596) — в первом браке супруга Реджиналда Грея, 5-го графа Кента, во втором — сэра Джона Уингфилда.
- Перегрин Берти, 13-й барон Уиллоуби де Эрзби (12 октября 1555 — 25 июня 1601) — был женат на леди Мэри де Вер, дочери Джона де Вера, 16-го графа Оксфорда, и леди Марджери Голдинг. Унаследовал титул барона Уиллоуби де Эрзби после смерти Кэтрин в 1580 году.

## Образ на телеэкране
В драматическом телесериале «Тюдоры» роль Кэтрин Уиллоуби исполнила актриса Ребека Уэйнрайт. Согласно сюжету, Кэтрин, герцогиня Саффолк (девичья фамилия Брук), является католичкой, а также ярой противницей возвышения Анны Болейн и её родственников. В телесериале не упоминается о её дружбе с Катариной Парр. Семейная жизнь с Чарльзом Брэндоном (Генри Кавилл) поначалу складывается очень счастливо, но постепенно супруги отдаляются друг от друга, что приводит к полному разрыву их отношений.